# Осма артилерийска бригада
Осма артилерийска бригада е българска артилерийска бригада формирана през 1915 година и взела участие в Първата световна война (1915 – 1918).

## История
Осма артилерийска бригада е формирана на 14 септември 1915 г. в Стара Загора, като в състава ѝ влизат 8-и и 18-и артилерийски полкове. През Първата световна война (1915 – 1918) бригадата влиза в състава на 8-а пехотна тунджанска дивизия. За командир на бригадата е назначен полковник Димитър Русчев.
При намесата на България във войната щаба на бригадата разполага със следния числен състав, добитък, обоз и въоръжение:
| Числен състав                       | Добитък  | Обоз                                                 | Въоръжение          |
| ----------------------------------- | -------- | ---------------------------------------------------- | ------------------- |
| Офицери: 2 Подофицери и войници: 17 | Коне: 13 | Обикновени коли: 1 Товарни коли: 2 Специални коли: 2 | Пушки и карабини: 2 |

Осма артилерийска бригада е разформирана на 20 юли 1919 г.

## Командири
Званията са към датата на заемане на длъжността.
| №  | звание      | име            | дати                 |
| -- | ----------- | -------------- | -------------------- |
| 1. | Полковник   | Димитър Русчев | Първа световна война |
| 2. | Подолковник | Иван Ватев     | Първа световна война |